# Andrew Bovell
Andrew Bovell (* 23. November 1962 in Kalgoorlie, Western Australia) ist ein australischer Schriftsteller, der für das Theater, den Film und das Fernsehen arbeitet.

## Leben
Bovell lebte bis vor kurzem in Adelaide, South Australia und ist inzwischen nach New York City, USA verzogen. Einige seiner Theaterstücke, die in Australien und in Europa und den USA aufgeführt wurden, schrieb Bovell zu Drehbüchern von Filmen um, und diese hatten ebenso international Erfolg.

## Werke für Theater
- 1988: After Dinner.
- 1995: Scenes from a Separation. Co-Autorin: Hannie Rayson
- 1996: Speaking in Tongues. Uraufführung 6. August 1996 Griffin Theatre Company at The Stables, Sydney, 6. August 1996 – Deutschsprachige Erstaufführung Lantana: Thalia-Theater Hamburg, 25. Oktober 2003, Regie: Stephan Kimmig – Verfilmung: Lantana im Jahre 2001
- 1998: Who’s Afraid of the Working Class? geschrieben zusammen mit Patricia Cornelius, Melissa Reeves, Christos Tsiolkas und Irene Vela; 2009 verfilmt mit dem Titel: Blessed.
- 2001: Holy Day.
- 2008: When the Rain Stops Falling. Commissioned and originally produced by Brink Productions in Australia, developed in collaboration with Hossein Valamanesh. The world premiere in Adelaide, Australia in February 2008 was co-presented by Brink Productions, State Theatre Company of South Australia and the Adelaide Bank Festival of Arts. – Deutschsprachige Erstaufführung Das Ende des Regens: 10. Dezember 2010 Theater Bonn, Inszenierung: Klaus Weise[1]
- 2013: The Secret River, nach dem gleichnamigen Roman von Kate Grenville. UA: Januar 2013 The Sydney Theatre Company.
- 2016: Things I Know To Be True. Uraufführung 13. Mai 2016 Dunstan Playhouse, Adelaide; Presented by State Theatre Company, Frantic Assembly & Australian Gas Networks in association with Adelaide Festival Centre. – Deutschsprachige Erstaufführung Dinge, die ich sicher weiß: Staatstheater Mainz: 23. Februar 2018, Inszenierung: K. D. Schmidt

## Filmografie
- 1992: Strictly Ballroom – Die gegen alle Regeln tanzen, Regie: Baz Luhrmann
- 1998: Kopfüber (Originaltitel: Head On)
- 2001: Lantana
- 2006: The Book of Revelation
- 2009: Blessed
- 2010: Auftrag Rache (Originaltitel: Edge of Darkness), mit Mel Gibson
- 2014: A Most Wanted Man

## Auszeichnungen
- 2001: Australian Centenary Medal anlässlich der Queen's New Year Honours List.
- 2008: Victorian Premier’s Literary Award für: When the Rain Stops Falling.
- 2008: Queensland Premier’s Literary Award für: When the Rain Stops Falling.

## Werk
- Speaking in tongues. Currency Press, Sydney 1998, ISBN 0-86819-419-0.
  - als Theaterstück: Lantana. Currency Press, Sydney 2001, ISBN 0-86819-659-2.
    - deutsch von Terence French als unverkäufliches Manuskript: Lantana: Manchmal ist Liebe nicht genug. Vertriebsstelle und Verlag Deutscher Bühnenschriftsteller und Bühnenkomponisten, Norderstedt 2003.
- Holy Day: The Red Sea. Currency Press, Sydney 2001, ISBN 0-86819-646-0.
- When the Rain Stops Falling. Nick Hern Books, London 2008, ISBN 978-1-84842-034-2.
  - deutsch von Maria Harpner und Anatol Preißler als unverkäufliches Manuskript: Das Ende des Regens. Vertriebsstelle und Verlag Deutscher Bühnenschriftsteller und Bühnenkomponisten, Norderstedt 2010.
- Things I Know To Be True. Nick Hern Books, London 2016, ISBN 978-1-84842-576-7.
  - deutsch von Maria Harpner und Anatol Preißler als unverkäufliches Manuskript: Dinge, die ich sicher weiß. Vertriebsstelle und Verlag Deutscher Bühnenschriftsteller und Bühnenkomponisten, Norderstedt 2017.